# Transitions (Badings)
Transitions is een compositie voor harmonieorkest van Henk Badings. Het is gecomponeerd in opdracht van de The College Band Directors National Association (CBDNA). De première werd verzorgd door de University of Illinois Symphonic Band onder leiding van Dr. Harry Begian. De Nederlandse première werd verzorgd door de Marinierskapel der Koninklijke Marine onder leiding van Johannes Petrus Laro.
Het werk werd opgenomen op langspeelplaat tijdens de première door het University of Illinois Symphonic Band. Verder werd het werk in 1973 opgenomen op lp door het Arizona State University Symphonic Wind Orchestra.